# Donji Lučani
Donji Lučani (en serbe cyrillique : Доњи Лучани) est un village de Bosnie-Herzégovine. Il est situé dans la municipalité de Kakanj, dans le canton de Zenica-Doboj et dans la fédération de Bosnie-et-Herzégovine. Selon les premiers résultats du recensement bosnien de 2013, il ne compte plus aucun habitant.

## Démographie

### Évolution historique de la population
| 1948 | 1953 | 1961 | 1971 | 1981 | 1991 | 2013 |
| ---- | ---- | ---- | ---- | ---- | ---- | ---- |
| -    | -    | 173  | 175  | 146  | 114  | 0    |

|  |

### Répartition de la population par nationalités (1991)
En 1991, les 114 habitants du village étaient tous serbes.